# コグニティブ無線
コグニティブ無線（英: Cognitive radio）とは、無線通信において、複数の通信方式（たとえば、Wi-FiとLTE）に対応した通信機器が、状況に応じて最適な通信方式を選択する技術をいう。

## 歴史
コグニティブ無線の考え方は  Joseph Mitola III および Gerald Q. Maguire によって 1999年に示された。 無線通信の分野における新しいアプローチであり、後年 Mitola は下記のように記している。
無線携帯情報端末 (PDA) や、同様のネットワークは、ユーザーのコミュニケーションの要求を検知し、要求に最もふさわしい無線の資源や無線サービスを提供する無線の資源やコンピュータ間の通信について十分に知的なものになるだろう。
彼らが考えたのはネットワークやユーザーの要求に対応して自動的に通信に伴うパラメータを変更する完全に構成可能な無線ブラックボックスであり、ソフトウェア無線が進化してゆくべき理想的なゴールとしての考え方であった。
各国の無線に関する統制機関(米国における連邦通信委員会や、英国におけるOfcomなど)は、周波数のスペクトラムの利用が非効率的であることを見出した 。例えば、携帯電話ネットワークの帯域は世界の大半の地域で過密状態だが、アマチュア無線やポケットベルの周波数はそうではない。各国で別個に行われた調査がそれを裏付けており 、周波数の利用率は、時間や場所に強く依存すると結論付けている。さらに、周波数の割り当てが固定的であることにより、ほとんど使用されないが何らかのサービスに割り当て済みの周波数は、割り当てられたサービスとは干渉しないような場合でも、使用許可を得ていない者が使用することができない。これが、使用許可がなくとも、（許可を得た使用者の存在が検知された場合には避けることによって）干渉を起こさない限りにおいては許可する理由となった。これがコグニティブ無線として知られる無線通信方式である。

## 用語
送受信に伴うパラメータに依存して、また歴史的な理由から、コグニティブ無線をいくつかに分類することができる。主要な二つの分類として、
- 完全コグニティブ無線 ("Mitola radio"): 無線ノードやネットワークから観測可能なすべてのパラメータが考慮される。
- スペクトラム検知コグニティブ無線 : 周波数スペクトラムだけが考慮される。

また、スペクトラムのうちコグニティブ無線に利用できる帯域により、以下の二つの分類もある
- 認可バンドコグニティブ無線: U-NIIやISMバンドなどの認可されていないものではなく、許可を得たユーザーに割り当てられたバンドを使用するコグニティブ無線である。IEEE 802.22 作業部会は未使用の TV チャンネルを用いた無線地域ネットワーク (WRAN) に関する標準の策定を行っている。[8].
- 無認可バンドコグニティブ無線: 周波数スペクトラムの認可を得ていない部分を使用する。[要出典] 一例として、Bluetooth と IEEE 802.11 の共存に焦点を置いたIEEE 802.15 タスクグループ2仕様がある。[9],

## 技術
コグニティブ無線(完全コグニティブ無線)はソフトウェア無線を拡張したものであると考えられたが、現在の大半の研究はスペクトラム検知型のコグニティブ無線（特に TV バンド）に焦点を置いている。スペクトラム検知コグニティブ無線において重要な問題は高品質のスペクトラム検知の装置とスペクトラムを検知した情報をノード間で交換するアルゴリズムを設計することである。単純なエネルギー検出器(energy detector) では信号の存在を正確に検知することを保証できず、より洗練されたスペクトラム検出技術が必要であり、ノード間で定期的に交換されるスペクトラム検知情報が必要となる。協調するノード数を増加させると誤検知の可能性を減らすことができる。OFDMA を用いて空き周波数バンドを適応的に割り当てるのが可能性のある方法である。カールスルーエ大学 の Timo A. Weiss と Friedrich K. Jondral はノードによって検知された空きバンドが OFDMA のサブバンドに即座に割り当てられるSpectrum Pooling システムを提案した。
スペクトラム検知コグニティブ無線には、他に緊急無線や無線LAN の高スループット拡張や遠距離伝送拡張がある。
コグニティブ無線をコグニティブネットワークへと進化させることも検討されており、CogMesh などのコグニティブ無線メッシュネットワーク (Cognitive Wireless Mesh Network )がこのパラダイムの変化を実現するための候補と考えられている。

### 主要な機能
コグニティブ無線の主要な機能には下記のものがある。
- スペクトラムの検知: 使用されていないスペクトラムを検出し、他の利用者と大きな干渉なく共有する。コグニティブ無線ネットワークがスペクトラムの未使用部分を検出することは重要な要求であり、最初の利用者を検出することがスペクトラムの未使用部分を検知する最も効率的な方法である。スペクトラム検知技術は３つに分類することができる。
  - 伝送検知 : コグニティブ無線は局所的に、あるスペクトラムに伝送を行っている者が存在するかを検知できなければならない。そのために、いくつかの方法が提案されている。
    - 整合フィルタ検波
    - エネルギー検出
    - 周期定常的な特徴検出

  - 協調検波: 複数のコグニティブ無線の利用者が第一の利用者の検知に参加するスペクトラム検知方法
  - 干渉による検波
- スペクトラム管理: 利用可能なうちユーザーの通信に伴う要求に最適なスペクトラムを確保する。Quality of Service 要求利用可能な周波数バンド全体に対して、最適なスペクトラムを決定しなければならないため、コグニティブ無線は、スペクトラム管理の機能が必要である。これらの管理機能は下記の二つに分類される。
  - スペクトラム解析
  - スペクトラム決定
- スペクトラム移動:コグニティブ無線の利用者が周波数を交換する際のプロセスである。コグニティブ無線ネットワークは、無線の端末が利用可能なうち最適なバンドで動作することによって、良好なスペクトラムに移動する際にもシームレスな通信を行う要求を満たしつつ動的な方法でスペクトラムを使用することを目標にしている。
- スペクトラム共有 : スペクトラムを公平に配分する方法を提供する。空いたスペクトラムを利用する際の大きな課題の一つはスペクトラムの共有である。既存のシステムにおける媒体アクセス制御 (MAC) と同様の問題と考えることができる。

### コグニティブ無線 (CR) と知的アンテナ (intelligent antenna, IA)
知的アンテナは、空間的なビーム形成と空間的符号化を用いて干渉を打ち消すアンテナ技術である。しかし、これには複数の知的アンテナを用意するか、協調させた知的アンテナ群を必要とする。一方、コグニティブ無線は使用者の端末にスペクトラムの一部が使用中であるかどうかを検出させ、近隣の使用者間でスペクトラムを共有させる。以下の表では、二つの先進技術コグニティブ無線 (CR) と知的アンテナ (IA) の相違点を比較する。
| 項目               | コグニティブ無線(CR)                         | 知的アンテナ (IA)                                                  |
| ------------------ | -------------------------------------------- | ------------------------------------------------------------------ |
| 主要な目的         | 帯域の共有                                   | 空間的な再利用                                                     |
| 干渉の処理         | スペクトラム検知により干渉を避ける           | 空間的な前処理/後処理により干渉を打ち消す                          |
| 主要なコスト       | 複数バンドの周波数に対するスペクトラム検知   | 協調的なアンテナ群の構築                                           |
| 困難なアルゴリズム | スペクトラムの管理                           | 知的な空間ビーム形成/符号化技術                                    |
| 適用される技術     | コグニティブソフトウェア無線                 | 一般化 Dirty-Paper および Wyner-Ziv 符号化                         |
| 基礎となる方法     | 直交符号化                                   | 携帯電話に由来する小さなセル                                       |
| 競合技術           | 高いバンドの利用効率を目標とする超広帯域無線 | 高い空間再利用を目標とする多重分割(Multi-sectoring) (3, 6, 9 など) |
| 要約               | 認知的なスペクトラム共有技術                 | 知的なスペクトラムの再利用技術                                     |